# Wayne Frye
Wayne Thomas Frye (født 30. november 1930 i Trinity, Kentucky, død 26. februar 2014 i Lexington, Kentucky) var en amerikansk roer og olympisk guldvinder.

## Rokarriere
Frye var kadet på United States Naval Academy ved Annapolis og her en del af otteren, som vandt OL-udtagelsesstævnet i 1952. Ved OL 1952 i Helsinki stillede han og resten af besætningen, Dick Murphy, Bill Fields, Jim Dunbar, Bob Detweiler, Henry Proctor, Frank Shakespeare, Ed Stevens og styrmand Charley Manring, op som store favoritter; amerikanerne havde vundet samtlige de OL-otterkonkurrencer, de havde stillet op i. Der deltog i alt 14 både i konkurrencen, hvor amerikanerne uden problemer vandt deres indledende heat og semifinale. I finalen blev USA i begyndelsen truet af den sovjetiske båd, men amerikanerne holdt dem væk og sejrede med et forspring på fem sekunder ned til Sovjetunionen, der fik sølv, mens Australien fik bronze.
Mens han gik på akademiet, vandt han i alt tre collegemesterskaber i otteren samt Eastern Sprints to gange. I modsætning til de fleste af sine kammerater fra akademiet fortsatte han med at ro efter sin eksamen, og han vandt flere amerikanske mesterskaber i singlesculler og dobbeltfirer som medlem af Potomac Boat Club.

## Videre karriere
Frye fik en karriere som officer i US Air Force, men tog også en kandidatgrad fra MIT. Under Vietnamkrigen fløj han 266 kampmissioner og modtog herfor flere udmærkelser.
Han lod sig pensionere fra luftvåbnet efter 22 år og gik herefter ind i rumfartsindustrien, hvor han arbejdede i flere firmaer. Han underviste desuden på college en periode.

## OL-medaljer
- 1952:  Guld i otter